# Rostsidig sångsmyg
Rostsidig sångsmyg (Gerygone dorsalis) är en fågel i familjen taggnäbbar inom ordningen tättingar.

## Utseende och läte
Rostsidig sångsmyg är en liten och brun sångarlik tätting. Ovansidan är rostbrun, med grått huvud. Undersidan är vitaktig undertill, med rostfärgad anstrykning på flankerna. Adulta fåglar har ljust öga, ungfågeln mörkt öga mned gulaktig anstrykning på undersidan. Bland lätena hörs ljusa melodier som regelbundet stiger och faller i tonhöjd. Även ett tvåtonigt "wi-wir". 

## Utbredning och systematik
Rostsidig sångsmyg delas in i fem underarter med följande utbredning:
- G. d. senex – Kalaotoa och Maduöarna i Floreshavet
- G. d. keyensis – Tayandu och Kaiöarna (Kai Kecil, Sawa och Ruin)
- G. d. fulvescens – Små Sundaöarna (Moa, Kisar, Leti, Sermata, Babar och Romang)
- G. d. kuehni – Damar Island
- G. d. dorsalis – Tanimbaröarna

## Levandesätt
Rostsidig sångsmyg hittas i olika typer av låglänta skogsområden, inklusive mangroveträsk. Där föredrar den områden med snåriga klängväxter. Den ses enstaka eller i par.

## Status
Fågeln har ett begränsat utbredningsområde, men beståndet anses vara stabilt. IUCN kategoriserar arten som livskraftig.